# Montserrat Aguadé
Montserrat Aguadé Porres (Barcelona, 1949) es catedrática emérita de genética en la Universidad de Barcelona y es miembro del Instituto de Estudios Catalanes.
Montserrat Aguadé es reconocida a nivel internacional por su investigación en los campos de la evolución y la genética de poblaciones, y junto con Richard R. Hudson y Martin Kreitman, desarrolló la Prueba HKA, una prueba estadística usada en genética para evaluar las predicciones de la teoría neutralista de la evolución molecular.
Aguadé ha publicado un centenar de artículos científicos en revistas de prestigio en el campo de las ciencias experimentales y recibió el Premio Nacional de Genética de parte de la Sociedad Española de Genética. Ha sido reconocida como una investigadora distinguida por la Generalidad de Cataluña, y en 2023 fue galardonada con la Medalla de Oro al Mérito Científico por el Ayuntamiento de Barcelona.
Montserrat Aguadé fue presidenta de la Sociedad para la Biología Molecular y la Evolución y presidenta de la Sociedad Española de Genética, al igual que miembro del comité directivo de la Sociedad Catalana de Biología en el Instituto de Estudios Catalanes.